# Pelagia i czerwony kogut
Pelagia i czerwony kogut – powieść detektywistyczna autorstwa Borisa Akunina. Trzecia, zarazem ostatnia, część serii o siostrze Pelagii.

## Fabuła
W trzeciej części serii, siostra Pelagia dostaje kolejną zagadkę do rozwiązania.
Akcja powieści rozpoczyna się na pokładzie parowca „Jesiotr”, którym pielgrzymi podróżują do Ziemi Świętej. Są wśród nich „znajdy”, odstępcy od wiary prawosławnej. Ich przywódcą jest Manujła, który wkrótce po wypłynięciu zostaje znaleziony w swej kajucie martwy. W poszukiwaniu wyjaśnienia fenomenu domniemanego proroka, Pelagia podąża jego tropem, trafiając do małej poduralskiej wioski, a następnie do Ziemi Świętej.